# دخانية زعترية
دخانية زعترية (الاسم العلمي: Fumana thymifolia) هي نوع من النباتات يتبع جنس الدخانية من الفصيلة القريضية.

## الموئل والانتشار
موطنه كامل مناطق الشام ومناطق أخرى من حوض البحر المتوسط مثل إسبانيا.

## مرادفات للاسم العلمي
- (باللاتينية: Fumana glutinosa (L.) Boiss.)
- (باللاتينية: Fumana barrelieri (Ten.) Rouy & Foucaud)
- (باللاتينية: Cistus thymifolius L.)
- (باللاتينية: Cistus laevis Cav.)
- (باللاتينية: Cistus glutinosus L.)
- (باللاتينية: Fumana hispidula Loscos & J.Pardo)
- (باللاتينية: Fumana thymifolia var. barrelieri (Ten.) Giardina & Raimondo)
- (باللاتينية: Fumana thymifolia subsp. barrelieri (Ten.) J.Duvign.)
- (باللاتينية: Fumana viridis (Ten.) Sennen)
- (باللاتينية: Fumana viscida Spach)